# Paolo Ghiglione
Paolo Ghiglione (Voghera, 2 de febrero de 1997) es un futbolista italiano que juega de delantero en el Calcio Padova de la Serie B.

## Trayectoria
Ghglione comenzó su carrera deportiva en el Genoa C. F. C. en 2016, aunque durante la temporada 2016-17 estuvo cedido en el SPAL 2013 de la Serie B, equipo en el que debutó como profesional el 5 de noviembre de 2016, en un partido frente al Novara Calcio.
En la temporada 2017-18 fue cedido al F. C. Pro Vercelli, mientras que en la temporada 2018-19 volvió a salir cedido, en aquella ocasión al Frosinone Calcio, equipo con el que debutó en la Serie A el 2 de septiembre de 2018, en un partido frente a la S. S. Lazio. Su primer gol en la Serie A llegó también en esta temporada, después de que marcase en la victoria del Frosinone por 0-4 frente al Bologna F. C., en un partido que se disputó el 27 de enero de 2019.
A final de temporada regresó al Genoa, haciéndose con un hueco en la primera plantilla para la temporada 2019-20.

## Selección nacional
Ghiglione fue internacional sub-18, sub-19 y sub-20 con la selección de fútbol de Italia.

## Clubes
| Club                        | País   | Año       |
| --------------------------- | ------ | --------- |
| Genoa C. F. C.              | Italia | 2016-2022 |
| SPAL 2013 (cedido)          | Italia | 2016-2017 |
| F. C. Pro Vercelli (cedido) | Italia | 2017-2018 |
| Frosinone Calcio (cedido)   | Italia | 2018-2019 |
| U. S. Cremonese             | Italia | 2022-2024 |
| U. S. Salernitana 1919      | Italia | 2024-     |
| Calcio Padova (cedido)      | Italia | 2025-     |